# 親密的敵人
《親密的敵人》（法語：L'Ennemi intime）是一部2007年的法国战争片，由Florent-Emilio Siri执导，主演包括Benoît Magimel和Albert Dupontel。影片在法国和摩洛哥拍摄。

## 剧情
影片的背景设定在1959年的阿尔及利亚战争期间。年轻且天真的法国陆军中尉泰瑞安（Benoît Magimel饰）主动选择前线服役，而不是在阿尔及尔的安全岗位。他被派往阿尔及利亚一个偏远的山区——卡比利，接替在一次“友军误伤”事件中丧生的康斯坦丁中尉（Hicham Hlimi饰），康斯坦丁中尉是在指挥一次反叛乱伏击行动时被己方误伤致死的。泰瑞安接管“马泽尔”哨所的新的排长职位后，发现阿尔及利亚的战争比他预想的要复杂得多。接管指挥权的几个小时内，泰瑞安就被命令带领一支“搜寻并摧毁”任务进入禁区，寻找一位名叫斯利曼的二战法国陆军老兵，现在是阿尔及利亚叛军的地方指挥官，试图为他们的祖国赢得独立。斯利曼在影片中从未露面。
菲拉加（阿尔及利亚叛军）屠杀了一个当地村庄的居民，以报复泰瑞安排的巡逻检视（认为村民可能与法国人合作）。泰瑞安发誓要保持冷静和专业，尽管他面临着可怕的恐怖。泰瑞安从村井里救出一个溺水的男孩，并逐渐通过这个孩子的眼睛来看待冲突。尽管周围发生了包括酷刑、虐待和对阿尔及利亚囚犯的即决处决等暴行，泰瑞安决心保持冷静、专业和控制，这使他被战斗老兵兼愤世嫉俗的排长道纳克中士（Albert Dupontel饰）所鄙视，道纳克中士认为菲拉加的暴力只能用法国同样残酷的手段来对抗。
年轻中尉的血腥历练和他对新知识和经验的反应构成了《親密的敵人》的戏剧性弧线。泰瑞安对法国在阿尔及利亚的参与持理想主义观点，他在与情报官贝尔托上尉（Marc Barbé饰）的对话中总结道，阿尔及利亚人作为法国本土公民，应该享有与其他法国公民同等的政治权利，并表示“你不能用野蛮对抗野蛮”。贝尔托是前法国抵抗运动成员，曾被盖世太保折磨过，是法国印度支那战争的老兵和道纳克的老战友，他不同意泰瑞安的观点，并在影片后面说道，“在110伏的电压下，真相总会出来”。贝尔托在一次菲拉加伏击中试图用吉普车撤离一名受伤士兵时被杀害并被肢解。后来，法国士兵（包括泰瑞安）报复性地屠杀并烧毁了整个村庄。面对这样的暴行，泰瑞安的观点逐渐发生变化。
道纳克在影片中被描绘为法国印度支那战争的老兵，他是一个复杂的角色，在处理叛乱分子时不惜采用酷刑和野蛮手段，但他也很专业，并且越来越私下尊重泰瑞安作为一名军官和一个人的身份。然而，他们的专业分歧和现场作战的严酷现实，使两人走到了崩溃的边缘。道纳克通过饮酒和至少一次自残找到了释放的途径。最终，道纳克崩溃并逃离了军队，而泰瑞安则被他救下的男孩射杀，这个男孩的哥哥曾在一次法国军事行动中被杀。